# NYC (banda)
NYC es una boy band japonesa formada por Ryosuke Yamada y Yuri Chinen de Hey! Say! JUMP y Yuma Nakayama de Johnny's Jr. en 2010. Antes de eso NYC Boys (estilizado NYC boys) fue formado el 7 de junio de 2009, para promocionar el Grand Prix de Voleibol de 2009, un evento que comenzó el 31 de julio y terminó el 23 de agosto de 2009. Se interpretó el tema musical "NYC" en Tokio y Osaka antes de cada juego. 

## Historia
El 7 de junio de 2009, en el concierto "Forum Shinkiroku!! Johnny's Jr. 1 Day 4 Performances Yaruzo!", se anunció que Ryosuke Yamada y Yuri Chinen de Hey! Say! JUMP se unirían a Yuma Nakayama w/B.I.Shadow para formar NYC Boys. El 15 de julio de 2009 es lanzado su primer sencillo "NYC/Akuma na Koi", "NYC" es el tema musical del Grand Prix de Voleibol de 2009 para promocionarlo. Durante el anuncio para la formación de NYC Boys, se dijo que el grupo sería sólo temporal, sólo en actividad durante el torneo de voleibol que fue del 31 de julio al 23 de agosto, pero incluso después de la final del torneo, los miembros del grupo se reunían periódicamente para cantar sus canciones.
En noviembre, los medios de comunicación anunciaron que iban a presentarse en el programa musical más importante de Japón que se realiza anualmente el, Kōhaku Uta Gassen, el 31 de diciembre de 2009. Otra presentación importante fue en FNS Kayosai el 2 de diciembre de 2009. El 1 de enero de 2010, los medios de comunicación anunciaron que el grupo ya no sería temporal y que Ryosuke Yamada y Yuri Chinen estarían trabajando como miembros de los dos de Hey! Say! JUMP y NYC Boys en el futuro.
El 3 de marzo de 2010, se anunció en la página web de Johnny's que NYC lanzaría un sencillo pero sin boys (B.I.Shadow) su nuevo sencillo titulado "Yūki 100%", es el opening del anime Nintama Rantarō. La canción del lado B del sencillo titulado "Yume no Tane" será el ending. El sencillo fue lanzado el 7 de abril de 2010. Dicha canción "Yuki 100%" encabezó el Japan Billboard Weekly Hot 100 y Oricon Weekly Chart.
El 20 de octubre de 2010, NYC lanzó su sencillo titulado Yoku Asobi Yoku Manabe. El sencillo alcanzó el número uno en el Oricon weekly charts en su primera semana de ventas.

## Miembros

### Miembros actuales
- N Yuma Nakayama
- Y Ryosuke Yamada
- C Yuri Chinen

### Miembros antiguos
- Boys
  - Kento Nakajima
  - Kikuchi Fuma
  - Hokuto Matsumura
  - Yugo Kochi

## Discografía

### Sencillos
| Lanzamiento | Título                                                                   | Notas                                                  | Posionces en lista   | Posionces en lista      | Oricon ventas | RIAJ Certificación |
| Lanzamiento | Título                                                                   | Notas                                                  | Oricon singles chart | Billboard Japan Hot 100 | Oricon ventas | RIAJ Certificación |
| ----------- | ------------------------------------------------------------------------ | ------------------------------------------------------ | -------------------- | ----------------------- | ------------- | ------------------ |
| 2009        | "NYC"                                                                    | Sencillo con Yuma Nakayama w/B.I.Shadow como NYC Boys. | 1                    | 3                       | 287.000       | Platinum           |
| 2010        | "Yūki 100%" (勇気100%? "100% de valentía")                               | Hikaru Genji cover.                                    | 1                    | 1                       | 121.000       | Gold               |
| 2010        | "Yoku Asobi Yoku Manabe" (よく遊びよく学べ? "jugar bien, aprender bien") |                                                        | 1                    | 1                       | 103.000       | TBA                |

## Concierto
- Forum Shinkiroku!! Johnny's Jr. 1 Day 4 Performances Yaruzo! Concert (7 de junio de 2009)